# Slaget vid Tucapel
Slaget vid Tucapel var en batalj mellan spanska conquistadorer i ledning av Pedro de Valdivia mot mapuchefolket i ledning av Lautaro.
Slaget ägde rum vid Tucapel i Chile den 25 december, 1553.
Det var inledningen av Araucokriget och spanjorernas första förlust mot mapuchefolket som slutade med guvernören Pedro de Valdivias död.

## Bakgrund
Valdivia var en spansk conquistador som grundade Chiles första städer bland annat Concepción och Santiago.
Runt 1550 tillfångatogs en mapuche pojke som de senare döpte om till Felipe Lautaro, som fick bli Valdivias hästskötare.
Lautaro lärde sig snabbt hantera hästar, djur som de aldrig tidigare sett och spansk militär tenknik.
Han flydde senare till sitt folk, efter ha lärt sig dessa saker.
I december 1553 lämnar Pedro de Valdivia Concepción i riktning mot Arauco territorium.
Från klipporna observerade mapuchespioner och bara följde med utan att försöka gå i strid.
Den 24 december 1553 beslöt han sig att ta sig till Tucapel-fästningen där han hoppades träffa Gómez de Almagro. Men misstänksam om lugnet i närheten sände han Luis de Bobadilla med 5 män för att spana. 
Under tiden höll mapuche ledaren Lautaro undan Gomez de Almogros trupper från att träffa Valdivias vid Tucapel-fästningen.
Valdivia började ana oråd eftersom Tucapel-fästningen inte hade hört av sig och ingen motstånd hade påträffats på vägen.
Så den 24 december beslutar Valdivia att rida mot Tucapel-fästningen där han hoppades träffa Gómez de Almagro och hans trupp.
Men misstänksam om lugnet i närheten sände han Luis de Bobadilla med 5 män för att spana vägen framåt och informera om fienden.

## Slaget och Valdivias död
På juldagen nådde Valdivias huvudstyrka Tucapel-fästningen, som var totalförstörd. Luis de Bobadilla syntes ingenstans inte heller Gomez de Almogro, men Valdivia beslutade ändå att stanna vid fästningens ruiner. Plötsligt blev spanjorenra anfallna av mapuche-spjutkastare. Valdivia, som var en rutinerad taktiker, ordnade snabbt upp sitt försvar för att stå emot. Efter ett tag så retirerade mapuchekrigarna och spanjorerna började tro nu att de har segrat.
De blev dock överraskade av en ny grupp mapuchekrigare som anföll dem, och återigen fick de snabbt bygga upp sitt försvar. Förutom spjutkastare använde mapuches lasson för att få ner ryttarna från sina hästar. Samma retirerande taktik som tidigare användes, varpå en tredje grupp ledd av Lautaro anföll Valdivia. Nederlaget blev en katastrof för spanjorerna i Slaget vid Tucapel.
När Valdivia såg slaget förlorat försökte han fly men blir tillfångatagen av mapuches. Enligt legenden sägs det att han torterades under tre dagar, senare togs hans hjärta ut och åts upp av Mapuche ledarna. En annan myt är att Valdivia dödades genom att få guldet som de så mycket tyckte om, men det var smält guld som hälldes genom hans mun för att släcka hans törst efter guld.
Efter Tucapel föll flera städer i området, Concepción sattes i brand 2 gånger av mapuchefolket.